# Atamanowka (obwód wołgogradzki)
Atamanowka (ros. Атамановка) – wieś w Rosji, w obwodzie wołgogradzkim, w rejonie daniłowskim. W 2021 liczyła 411 mieszkańców.